# آي اف كي مالمو
آي اف كي مالمو هو نادي كرة قدم في السويد تأسس في 1899.

## وصلات خارجية
- الموقع الرسمي